# Adelowalkeria torresi
Adelowalkeria torresi är en fjärilsart som beskrevs av Lauro Travassos och May 1940. Adelowalkeria torresi ingår i släktet Adelowalkeria och familjen påfågelsspinnare. Inga underarter finns listade i Catalogue of Life.